# 예당초등학교 득량분교
득량초등학교는 대한민국 전라남도 보성군 득량면 송곡리 787에 있었던 공립 초등학교이다.

## 연혁
- 1924년 4월 10일 득량공립보통학교 개교
- 1938년 4월 1일 득량공립심상소학교로 개칭
- 1941년 4월 1일 득량공립국민학교로 개칭
- 1944년 4월 1일 득량남공립국민학교 분리
- 1949년 9월 1일 예당국민학교 분리
- 1981년 3월 1일 병설유치원 개원
- 1996년 3월 1일 득량초등학교로 개칭
- 2000년 3월 1일 예당초등학교 득량분교로 격하 편입
- 2008년 3월 1일 예당초등학교 본교로 통폐합